# Vera de Moncayo
Vera de Moncayo (kurz Vera) ein nordspanischer Ort und eine Gemeinde (municipio) 315 Einwohnern (Stand: 2024) im Nordwesten der Provinz Saragossa im Westen der Autonomen Region Aragonien. Der Ort gehört zur bevölkerungsarmen Serranía Celtibérica.

## Lage und Klima
Der Ort Vera de Moncayo liegt am Río Huecha zu Füßen der maximal ca. 2315 m hohen Sierra de Moncayo etwa 78 km (Fahrtstrecke) nordwestlich der Provinzhauptstadt Saragossa nahe der Grenze zur altkastilischen Provinz Soria in einer Höhe von ca. 630 m; die sehenswerte Kleinstadt Borja befindet sich ca. 14 km östlich. Das Klima ist gemäßigt bis warm; Regen (ca. 475 mm/Jahr) fällt mit Ausnahme der Sommermonate übers Jahr verteilt.

## Bevölkerungsentwicklung
| Jahr      | 1857 | 1900  | 1950  | 2000 | 2017 |
| Einwohner | 873  | 1.314 | 1.326 | 482  | 375  |

Die Mechanisierung der Landwirtschaft, die Aufgabe bäuerlicher Kleinbetriebe und der damit verbundene Verlust von Arbeitsplätzen führten in der zweiten Hälfte des 20. Jahrhunderts zu einem deutlichen Bevölkerungsschwund (Landflucht).

## Wirtschaft
Jahrhundertelang lebten die Bewohner des Ortes direkt oder indirekt als Selbstversorger von der Landwirtschaft, zu der auch die Viehhaltung gehörte. Heute spielen Obstbaumplantagen und Weinbau wesentliche Rollen im Wirtschaftsleben des Ortes; außerdem werden Ferienwohnungen (casas rurales) vermietet.

## Geschichte
Die eisenzeitliche Siedlung La Oruña ist das älteste Zeugnis der Gemeindegeschichte. Keltiberische, römische und westgotische Siedlungsspuren wurden bislang nicht entdeckt. Im 8. Jahrhundert drangen arabisch-maurische Heere bis ins obere Ebro-Tal vor; zuweilen wird die örtliche Burg mit den Mauren in Verbindung gebracht. Um das Jahr 1120 wurde die Gegend von Alfons I. von Aragón zurückerobert (reconquista). Später war sie zwischen den Königreichen Aragón und Kastilien umstritten; dieser Streit endete erst mit der Eheschließung der Katholischen Könige Isabella I. von Kastilien und Ferdinand II. von Aragón im Jahr 1469.

## Sehenswürdigkeiten
- Eine Burg (castillo) existierte wohl schon in maurischer Zeit; sie wurde im Jahr 1174 von König Alfons II. dem nahegelegenen Zisterzienser-Kloster Veruela übereignet. Während des Guerra de los Dos Pedros (1356–1375) diente sie als Fluchtburg gegen kastilische Übergriffe.[4][5]
- Die Kirche La Natividad de Nuestra Señora stammt aus der Mitte des 16. Jahrhunderts. Während die Kirche mit Ausnahme des Portals und der Ecksteine aus unbehauenen, aber verputzten Bruchsteinen errichtet wurde, sind die drei – auf oktogonalem Grundriss erbauten – Obergeschosse des Glockenturms (campanar) in Mudéjar-Manier aus Ziegelsteinen gemauert. Die unteren Fenster sind vermauert und mit dekorativen Kacheln geschmückt; andere Kachelornamente finden sich an den Gesimsen des Turms und des Langhauses. Kirchenschiff und polygonal schließender Chor werden von spätgotischen Sterngewölben überspannt.[6][7]

Umgebung

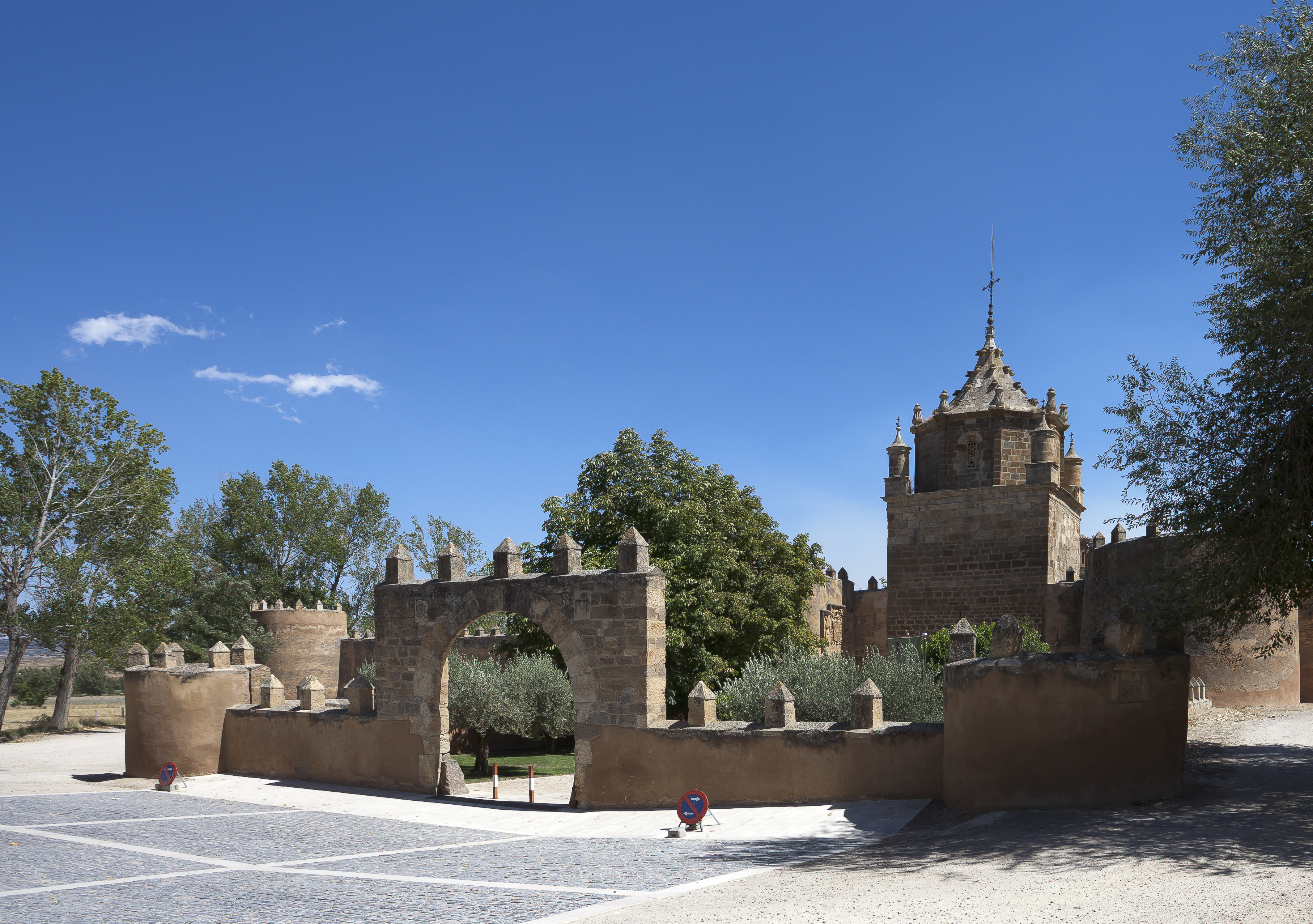
Kloster Veruela

- Ungefähr zwei Kilometer südwestlich des Ortes befindet sich das im 12. Jahrhundert gestiftete und erbaute Zisterzienser-Kloster Veruela.
- Auf einem quadratischen abgetreppten Sockel unmittelbar vor dem Kloster steht ein spätmittelalterliches Steinkreuz (Cruz Negra).
- Nahebei befindet sich ein Centro de Interpretación der eisenzeitlichen Fundstätte La Oruña.
- In der Nähe steht die Ermita de la Aparecida, ein vom Jesuitenorden gestifteter Bau.